# 冬季物語
「冬季物語」（冬物語）是日本的音樂團體第三代J Soul Brothers的第十張單曲。2013年10月30日於日本發行，2013年11月8日台灣數位發行。

## 解說
- 與前作「SPARK」相隔約半前的單曲，是2013年的第二張單曲。

- 共有「CD only」、「CD+DVD」兩種型態於日本發行，並且兩種型態的封面不同。

- CD共收錄2首歌曲各兩種版本，DVD則收錄主打歌「冬物語」的音樂錄影帶。

## 收錄歌曲

### CD
1. 冬季物語
作詞：小竹正人、作曲：佐川纮树（日语：Hiroki Sagawa）、編曲：中野雄太（日语：中野雄太）
  - 日本電視台『PON!』2013年10月度主題曲
  - 豪斯登堡「光的王國篇」廣告歌曲
2. T.T.T. (Top To Toe)
作詞・作曲：STY（日语：STY）
  - ABC MART（日语：ABCマート）「VANS ブーツスニーカー」廣告歌曲
3. 冬季物語（Instrumental）
4. T.T.T. (Top To Toe)（Instrumental）

### DVD
1. 冬季物語（Music Video）